# Јунион Дејл (Пенсилванија)
Јунион Дејл (енгл. Union Dale) град је у америчкој савезној држави Пенсилванија.

## Демографија
По попису из 2010. године број становника је 267, што је 101 (-27,4%) становника мање него 2000. године.
| Група             | 2000.       | 2010.       |
| Белци             | 347 (94,3%) | 260 (97,4%) |
| Афроамериканци    | 1 (0,3%)    | 3 (1,1%)    |
| Азијати           | 3 (0,8%)    | 0 (0,0%)    |
| Хиспаноамериканци | 16 (4,3%)   | 4 (1,5%)    |
| Укупно            | 368         | 267         |